# Reclinghem
Reclinghem [ʁəklɛ̃ɡɑ̃] est une commune française située dans le département du Pas-de-Calais en région Hauts-de-France. Ses habitants sont appelés les Reclinghemois. La commune est membre de la communauté d'agglomération du Pays de Saint-Omer.

## Géographie

### Localisation
Localisée dans le centre du département du Pas-de-Calais, Reclinghem est une commune rurale, drainée par la Lys sur sa partie ouest, située, à vol d'oiseau, à 7 km au nord de la commune de Fruges et à 20 km au sud-sud-ouest de la commune de Saint-Omer (aire d'attraction et chef-lieu d'arrondissement).
Le territoire de la commune est limitrophe de ceux de cinq communes.
Les communes limitrophes sont Coyecques, Bomy, Dennebrœucq, Mencas et Vincly.

### Géologie et relief
La superficie de la commune est de 6,05 km2 ; son altitude varie de 54  à   176 m.

### Hydrographie
La commune, située dans le bassin Artois-Picardie, est drainée par trois cours d'eau :
- la rivière la Lys, cours d'eau d'une longueur de 134,01 km, qui prend sa source dans la commune de Lisbourg, dans le département du Pas-de-Calais, et se jette dans l'Escaut au niveau de la commune de Gand, en Belgique[4] ;

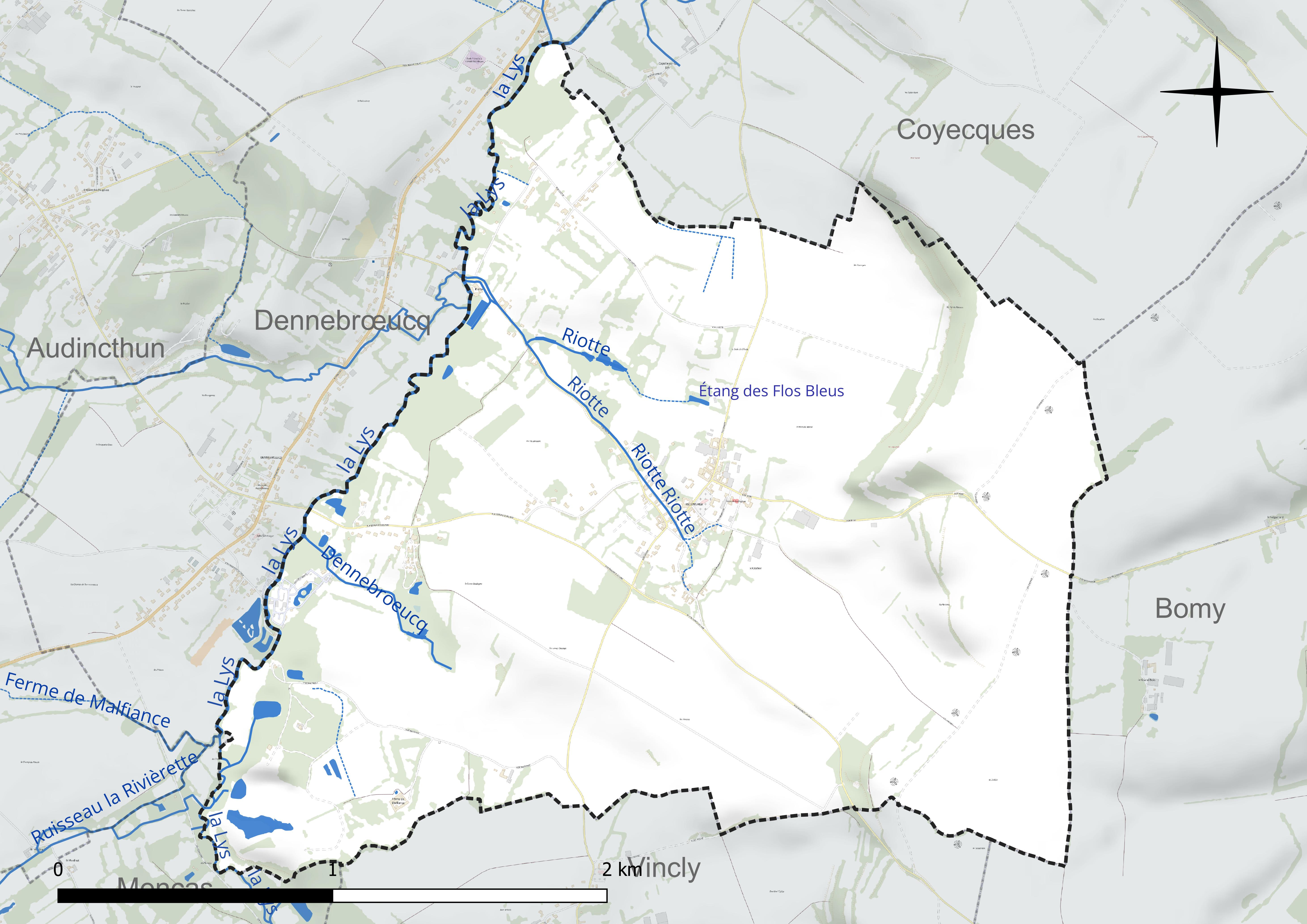
Réseau hydrographique de Reclinghem.

- le Riotte, d'une longueur de 1,53 km qui prend sa source dans la commune et se jette dans la Lys au niveau de la commune de Dennebrœucq[5] ;
- le Riotte, affluent du précédent et qui porte le même nom, d'une longueur de 0,73 km qui prend sa source dans la commune et se jette dans le Riotte au niveau de la commune[6].

### Climat
Pour des articles plus généraux, voir Climat des Hauts-de-France et Climat du Nord-Pas-de-Calais.
En 2010, le climat de la commune est de type climat océanique franc, selon une étude du CNRS s'appuyant sur une série de données couvrant la période 1971-2000. En 2020, Météo-France publie une typologie des climats de la France métropolitaine dans laquelle la commune est exposée à un climat océanique et est dans la région climatique Côtes de la Manche orientale, caractérisée par un faible ensoleillement (1 550 h/an) ; forte humidité de l’air (plus de 20 h/jour avec humidité relative > 80 % en hiver), vents forts fréquents.
Pour la période 1971-2000, la température annuelle moyenne est de 10,1 °C, avec une amplitude thermique annuelle de 13,5 °C. Le cumul annuel moyen de précipitations est de 893 mm, avec 12,8 jours de précipitations en janvier et 8,9 jours en juillet. Pour la période 1991-2020, la température moyenne annuelle observée sur la station météorologique la plus proche, située sur la commune de Radinghem à 5 km à vol d'oiseau, est de 10,5 °C et le cumul annuel moyen de précipitations est de 1 038,1 mm,. Pour l'avenir, les paramètres climatiques de la commune estimés pour 2050 selon différents scénarios d'émission de gaz à effet de serre sont consultables sur un site dédié publié par Météo-France en novembre 2022.
| Mois                                  | jan.             | fév.           | mars          | avril           | mai             | juin           | jui.           | août           | sep.          | oct.            | nov.            | déc.           | année      |
| ------------------------------------- | ---------------- | -------------- | ------------- | --------------- | --------------- | -------------- | -------------- | -------------- | ------------- | --------------- | --------------- | -------------- | ---------- |
| Température minimale moyenne (°C)     | 1,6              | 1,6            | 3,3           | 5               | 8               | 10,8           | 12,9           | 13,1           | 10,8          | 8,1             | 4,8             | 2,2            | 6,8        |
| Température moyenne (°C)              | 4                | 4,4            | 6,8           | 9,4             | 12,4            | 15,2           | 17,4           | 17,7           | 14,9          | 11,4            | 7,4             | 4,5            | 10,5       |
| Température maximale moyenne (°C)     | 6,4              | 7,1            | 10,2          | 13,8            | 16,8            | 19,6           | 22             | 22,2           | 19            | 14,7            | 9,9             | 6,9            | 14         |
| Record de froid (°C) date du record   | −13,8 02.01.1997 | −14,6 04.02.12 | −10 04.03.05  | −3,8 02.04.1996 | −0,7 05.05.1996 | 1,4 02.06.1991 | 5,7 07.07.1996 | 6,6 13.08.1993 | 3 17.09.1994  | −4,3 29.10.1997 | −7,8 23.11.1998 | −12,3 18.12.10 | −14,6 2012 |
| Record de chaleur (°C) date du record | 15 01.01.22      | 18,4 26.02.19  | 23,2 31.03.21 | 25,5 20.04.18   | 30,2 27.05.05   | 32,8 21.06.17  | 40,4 25.07.19  | 36,7 10.08.03  | 32,1 09.09.23 | 28,1 01.10.11   | 20 01.11.15     | 15,7 30.12.22  | 40,4 2019  |
| Précipitations (mm)                   | 97,7             | 84,7           | 71,6          | 60,1            | 69,5            | 70,3           | 72,9           | 83,6           | 76,9          | 107,8           | 118,6           | 124,4          | 1 038,1    |

### Paysages
Pour un article plus général, voir Paysage en France.
La commune s'inscrit dans les « paysages des hauts plateaux artésiens » tels qu’ils sont définis dans l’atlas de paysages de la région Nord-Pas-de-Calais, conçu par la direction régionale de l'Environnement, de l'Aménagement et du Logement (DREAL),.
Ces paysages, qui concernent 77 communes du Pas-de-Calais, se situent à l'extrémité ouest des collines de l'Artois qui traversent le Pas-de-Calais d'Arras au Boulonnais. L'altitude de ces paysages dépassent les 180 mètres. Ces dimensions sont modestes, d'une quinzaine de kilomètres du sud-est au nord-ouest et d'une vingtaine de kilomètres dans sa dimension la plus grande.
Ces « paysages des hauts plateaux artésiens », appelés aussi « Haut Artois », se caractérisent par trois ensembles écopaysagers : 
- l'ensemble mésophile ouvert du plateau artésien calcaire ;
- l'ensemble alluvial des fonds de vallée de la Lys et de l'Aa ;
- l'ensemble calcicole des versants calcaires des vallées[14].

Le « Haut Artois » dispose d'une importante densité de corridors biologiques bien interconnectés.
Dans le « Haut Artois », pas de villes, c'est une des rares terres rurales de la région, les communes les plus importantes sont, du nord au sud, Lumbres, Fauquembergues et Fruges. Le « Haut Artois », drainé par l'Aa et la Lys, constitue le sommet de l'anticlinal artésien, paysage ventée, froid et aux précipitations importantes qui en font le château d'eau régional.
Leș cultures représentent environ 60 % des sols, les prairies entre 26 et 27 %, les bois de 5 à 8 % et les villages et bourgs de 5 à 8 %, l'industrie y est peu présente.

### Milieux naturels et biodiversité

#### Zones naturelles d'intérêt écologique, faunistique et floristique
L’inventaire des zones naturelles d'intérêt écologique, faunistique et floristique (ZNIEFF) a pour objectif de réaliser une couverture des zones les plus intéressantes sur le plan écologique, essentiellement dans la perspective d’améliorer la connaissance du patrimoine naturel national et de fournir aux différents décideurs un outil d’aide à la prise en compte de l’environnement dans l’aménagement du territoire.
Le territoire communal comprend une ZNIEFF de type 1 : la Haute Lys et ses végétations alluviales en amont de Thérouanne. D'une altitude variant de 38  à   153 m et d'une superficie de 1 053 ha, ce site correspond au fond de vallée et à quelques versants, depuis les sources jusqu’à la commune de Thérouanne.
Et une ZNIEFF de type 2 : la haute vallée de la Lys et ses versants en amont de Thérouanne. L’entité paysagère de la haute vallée de la Lys et ses versants s’étire sur une vingtaine de kilomètres du Nord au Sud pour moins de dix d’Est en Ouest dans le Haut Artois.

Carte des ZNIEFF de type 1 et 2 sur la commune
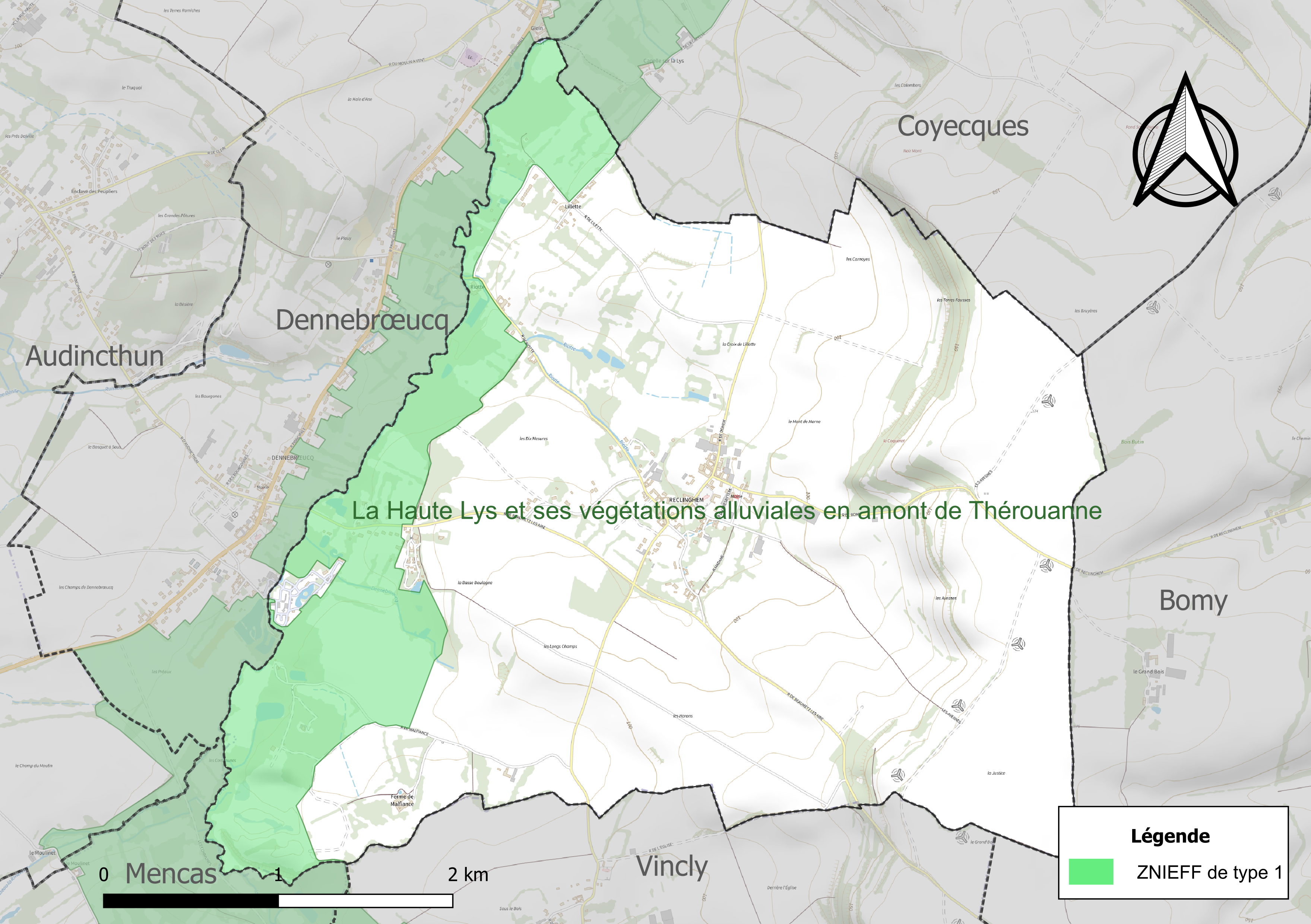
Carte de la ZNIEFF de type 1 sur la commune.
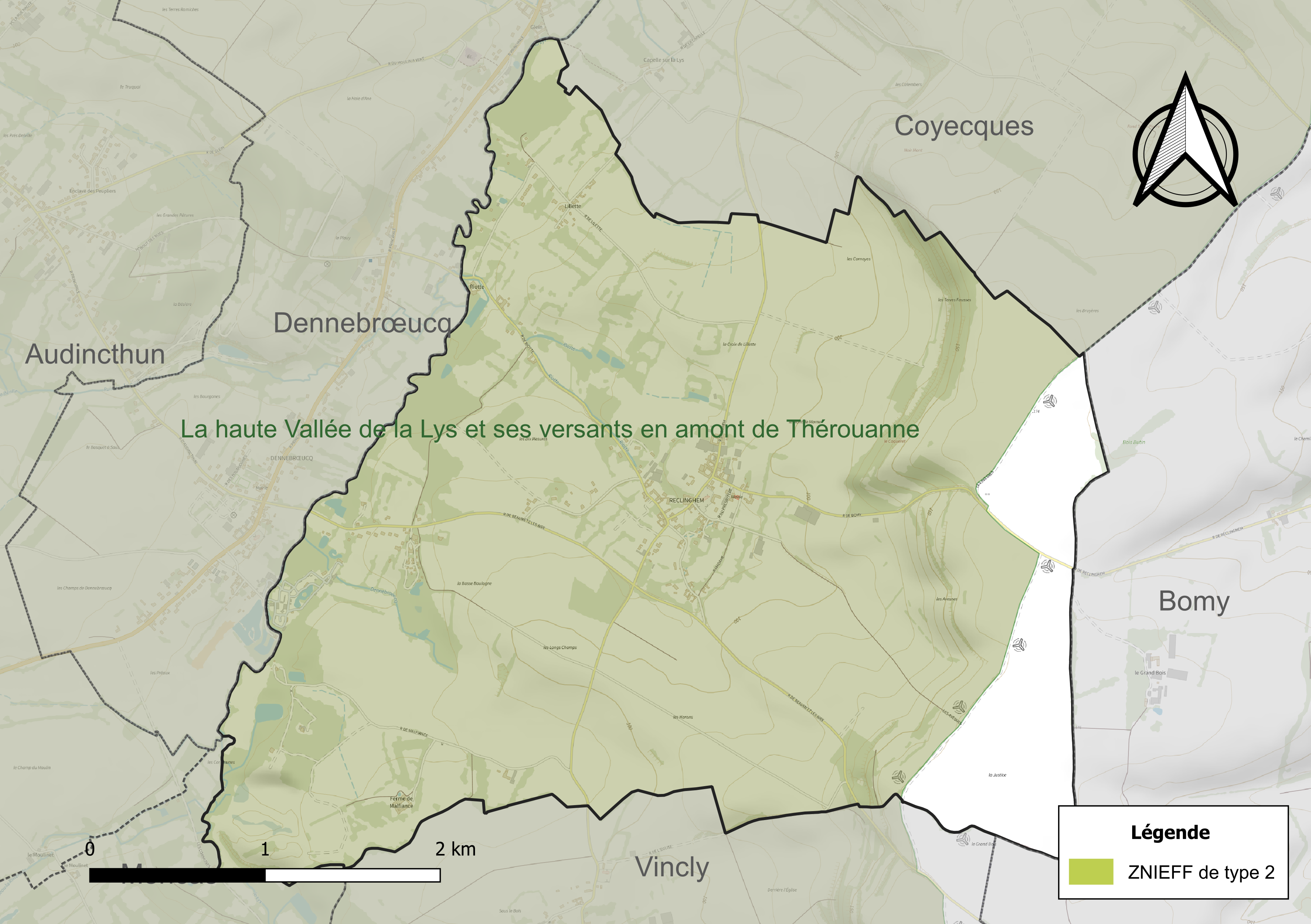
Carte de la ZNIEFF de type 2 sur la commune.

#### Espèces faunistiques et floristiques
L’Inventaire national du patrimoine naturel (INPN) recense plusieurs espèces faunistiques et floristiques sur le territoire de la commune dont certaines sont protégées et d’autres menacées et quasi-menacées.

## Urbanisme

### Typologie
Au 1er janvier 2024, Reclinghem est catégorisée commune rurale à habitat dispersé, selon la nouvelle grille communale de densité à sept niveaux définie par l'Insee en 2022.
Elle est située hors unité urbaine. Par ailleurs la commune fait partie de l'aire d'attraction de Saint-Omer, dont elle est une commune de la couronne,. Cette aire, qui regroupe 79 communes, est catégorisée dans les aires de 50 000 à moins de 200 000 habitants,.

### Occupation des sols
L'occupation des sols de la commune, telle qu'elle ressort de la base de données européenne d’occupation biophysique des sols Corine Land Cover (CLC), est marquée par l'importance des territoires agricoles (99,6 % en 2018), une proportion sensiblement équivalente à celle de 1990 (100 %). La répartition détaillée en 2018 est la suivante : 
terres arables (52,4 %), prairies (27,7 %), zones agricoles hétérogènes (19,4 %), zones urbanisées (0,4 %). L'évolution de l’occupation des sols de la commune et de ses infrastructures peut être observée sur les différentes représentations cartographiques du territoire : la carte de Cassini (XVIIIe siècle), la carte d'état-major (1820-1866) et les cartes ou photos aériennes de l'IGN pour la période actuelle (1950 à aujourd'hui).

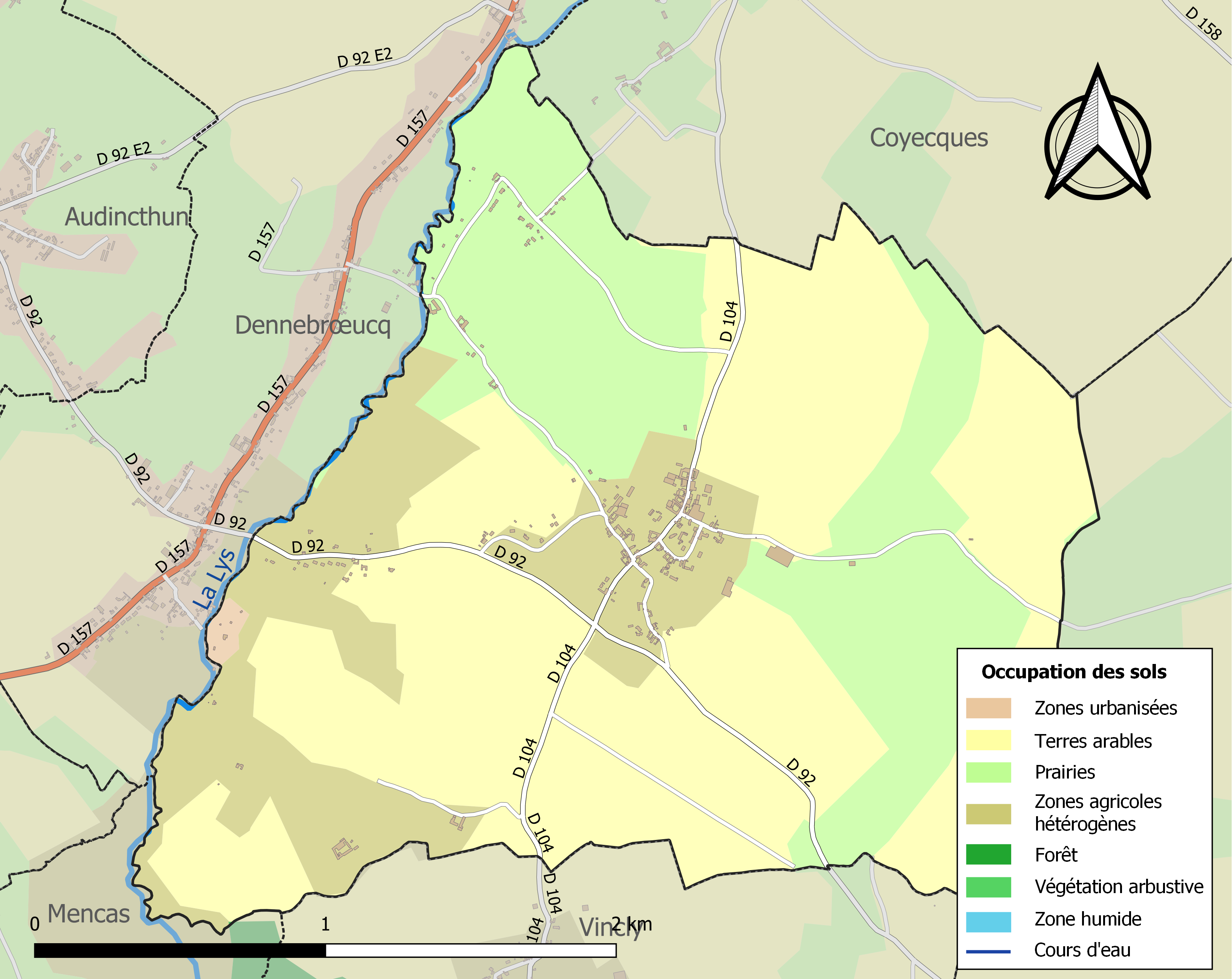
Carte des infrastructures et de l'occupation des sols de la commune en 2018 (CLC).

### Énergie
Sur le territoire de la commune se trouve une ligne de douze éoliennes à la limite avec Bomy et Vincly, atteignant 101 m de haut. Un autre groupe d'éoliennes lui fait face du côté de Fauquembergues.

## Toponymie
Le nom de la localité est attesté sous les formes Ricolvingahem en 857 ; Ricolvingeem en 961 ; Relinghem en 1156 ; Reclinghehem en 1199 ; Haneclinguehem en 1206 ; Reclingehem 1294 ; Reclinguehem au XIVe siècle ; Relinguen en 1501 ; Herclinghem au XVIe siècle ; Reclinghuen en 1631 ; Reclinghem en 1793 et 1801.
Ernest Nègre avance un toponyme composé de l'anthroponyme germanique Riculfus, suivi de -ingen « gens de (famille) » + heim « demeure, maison », donnant la « demeure des gens (famille) de Riculfus ».
La commune porte le nom de Arclinghin en picard et Reklingem en flamand.

## Histoire
Reclinghem fut probablement fondée par le Viking Rikiwulf (en) vers 880, qui appartenait à la dynastie scandinave des Wulfings mentionnée dans le poème vieil-anglais Beowulf. Son domaine s'étendait jusqu'à Richebourg, Rekkem et Tielt en Belgique, où existe toujours le Rijkegemkouter (nl)[réf. nécessaire]. Le patronyme Van Ryckeghem est assez répandu dans les Flandres, aussi bien dans le Nord-Pas-de-Calais qu'en Flandre.

## Politique et administration

### Découpage territorial
La commune se trouve dans l'arrondissement de Saint-Omer du département du Pas-de-Calais.

#### Commune et intercommunalités
La commune est membre de la communauté d'agglomération du Pays de Saint-Omer qui regroupe 53 communes et totalise 104 937 habitants en 2021.

#### Circonscriptions administratives
La commune est rattachée au canton de Fruges.

#### Circonscriptions électorales
Pour l'élection des députés, la commune fait partie de la sixième circonscription du Pas-de-Calais.

### Élections municipales et communautaires

#### Liste des maires
| Période                                  | Période                    | Identité   | Étiquette | Qualité                                                                     |
| ---------------------------------------- | -------------------------- | ---------- | --------- | --------------------------------------------------------------------------- |
| Les données manquantes sont à compléter. |                            |            |           |                                                                             |
| mars 2001                                | En cours (au 3 avril 2022) | Joël Rolin |           | Agriculteur Réélu pour le mandat 2014-2020, Réélu pour le mandat 2020-2026, |

## Population et société

### Démographie
Les habitants sont appelés les Reclinghemois.

#### Évolution démographique
L'évolution du nombre d'habitants est connue à travers les recensements de la population effectués dans la commune depuis 1793. Pour les communes de moins de 10 000 habitants, une enquête de recensement portant sur toute la population est réalisée tous les cinq ans, les populations de référence des années intermédiaires étant quant à elles estimées par interpolation ou extrapolation. Pour la commune, le premier recensement exhaustif entrant dans le cadre du nouveau dispositif a été réalisé en 2008.

En 2022, la commune comptait 234 habitants, en évolution de −4,88 % par rapport à 2016 (Pas-de-Calais : −0,72 %, France hors Mayotte : +2,11 %).
| 1793 | 1800 | 1806 | 1821 | 1831 | 1836 | 1841 | 1846 | 1851 |
| ---- | ---- | ---- | ---- | ---- | ---- | ---- | ---- | ---- |
| 385  | 343  | 378  | 401  | 424  | 417  | 396  | 394  | 390  |

| 1856 | 1861 | 1866 | 1872 | 1876 | 1881 | 1886 | 1891 | 1896 |
| ---- | ---- | ---- | ---- | ---- | ---- | ---- | ---- | ---- |
| 381  | 391  | 384  | 353  | 342  | 344  | 356  | 383  | 355  |

| 1901 | 1906 | 1911 | 1921 | 1926 | 1931 | 1936 | 1946 | 1954 |
| ---- | ---- | ---- | ---- | ---- | ---- | ---- | ---- | ---- |
| 346  | 315  | 290  | 261  | 218  | 220  | 228  | 209  | 203  |

| 1962 | 1968 | 1975 | 1982 | 1990 | 1999 | 2006 | 2008 | 2013 |
| ---- | ---- | ---- | ---- | ---- | ---- | ---- | ---- | ---- |
| 200  | 176  | 135  | 142  | 153  | 144  | 171  | 179  | 236  |

| 2018 | 2022 | - | - | - | - | - | - | - |
| ---- | ---- | - | - | - | - | - | - | - |
| 236  | 234  | - | - | - | - | - | - | - |

#### Pyramide des âges
En 2018, le taux de personnes d'un âge inférieur à 30 ans s'élève à 37,7 %, soit au-dessus de la moyenne départementale (36,7 %). À l'inverse, le taux de personnes d'âge supérieur à 60 ans est de 19,4 % la même année, alors qu'il est de 24,9 % au niveau départemental.
En 2018, la commune comptait 117 hommes pour 119 femmes, soit un taux de 50,42 % de femmes, légèrement inférieur au taux départemental (51,50 %).
Les pyramides des âges de la commune et du département s'établissent comme suit.
| Hommes | Classe d’âge | Femmes |
| ------ | ------------ | ------ |
| 0,0    | 90 ou +      | 1,7    |
| 7,7    | 75-89 ans    | 10,1   |
| 10,3   | 60-74 ans    | 9,2    |
| 13,7   | 45-59 ans    | 14,3   |
| 29,1   | 30-44 ans    | 28,6   |
| 10,3   | 15-29 ans    | 11,8   |
| 29,1   | 0-14 ans     | 24,4   |

| Hommes | Classe d’âge | Femmes |
| ------ | ------------ | ------ |
| 0,5    | 90 ou +      | 1,6    |
| 5,6    | 75-89 ans    | 8,9    |
| 16,7   | 60-74 ans    | 18,1   |
| 20,2   | 45-59 ans    | 19,2   |
| 18,9   | 30-44 ans    | 18,1   |
| 18,2   | 15-29 ans    | 16,2   |
| 19,9   | 0-14 ans     | 17,9   |

## Culture locale et patrimoine

### Lieux et monuments
- L'église Saint-Firmin.

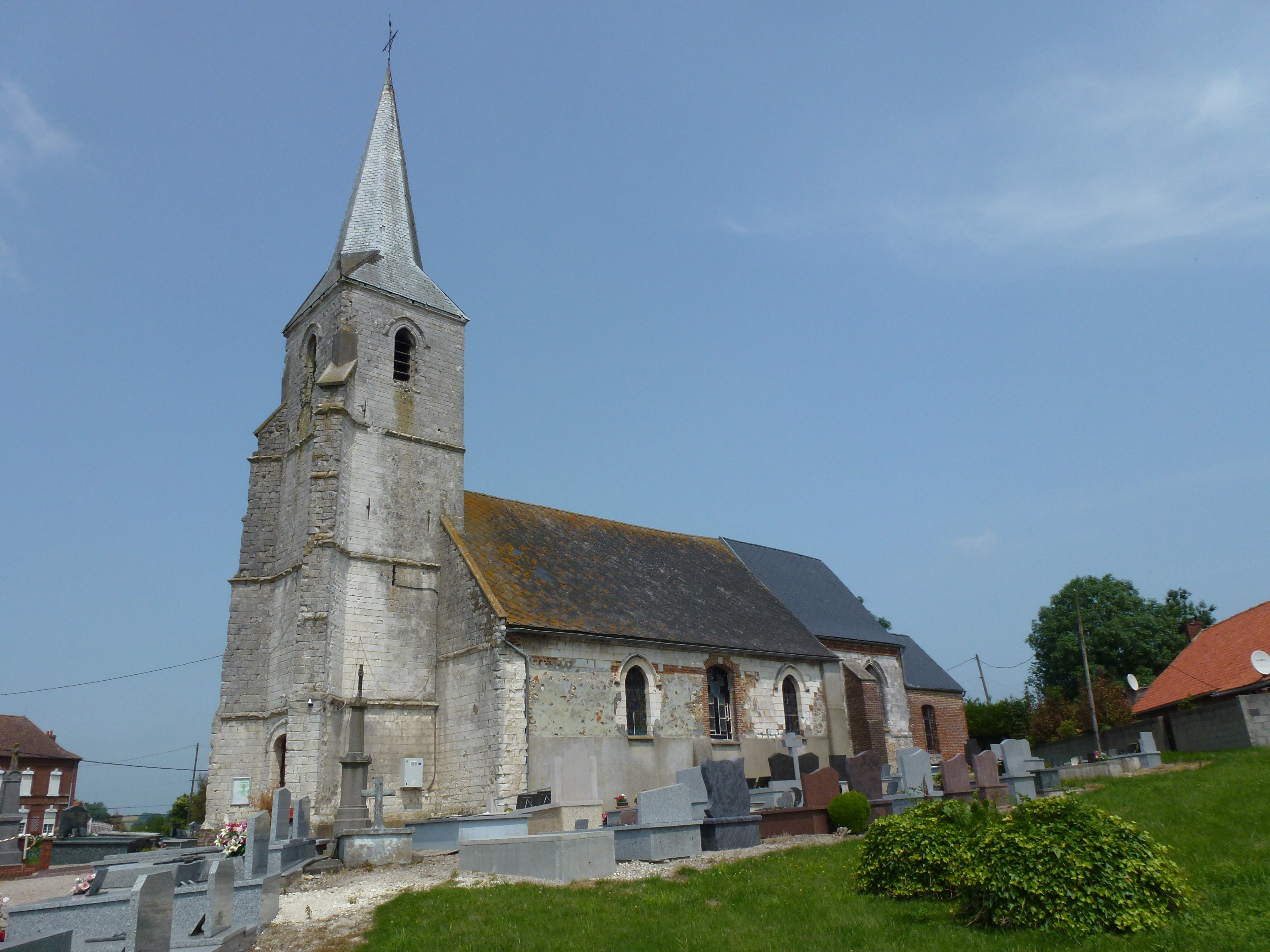
L'église Saint-Firmin.

- La minoterie Riotte. Elle est répertoriée à l'inventaire général du patrimoine architectural en France (base Mérimée)[34].
- Le monument aux morts, surmonté d'une croix latine[35].

### Héraldique

Armes de la famille de Thiennes.

| Blason de Reclinghem | Blason  | D'or à l'écusson d'argent bordé d'azur ; à la bordure d'azur. |
| Blason de Reclinghem | Détails | La commune reprend les armes de la famille de Thiennes, suzeraine de Reclinghem au XVIIIe siècle, où le lion a été enlevé en manière de brisure. Adopté par la municipalité en 1996. |

## Pour approfondir

#### Bases de données, dictionnaires et encyclopédies
- Ressources relatives à la géographie :   - Insee (communes)
  - Ldh/EHESS/Cassini
- Ressource relative à plusieurs domaines :   - Annuaire du service public français
- Notices d'autorité :   - BnF (données)